# 636
636 (DCXXXVI na numeração romana) foi um ano bissexto do século VII, do Calendário Juliano, da Era de Cristo, com início a uma segunda-feira e fim em uma terça-feira, com as letras dominicais G e F. Segundo o horóscopo chinês, foi o ano do Macaco.
| ano completo                            |
| --------------------------------------- |
| Ano bissexto com início à segunda-feira |

## Eventos
- 15 a 20 de agosto — Batalha de Jarmuque, entre o Império Bizantino e o Califado Ortodoxo, que se saldou numa vitória retumbante e decisiva para os muçulmanos e na perda definitiva da Síria pelos Bizantinos.
- É fundada a cidade de Baçorá no Iraque.

## Mortes
- 20 de agosto — Teodoro Tritírio, alto funcionário imperial e militar bizantino, na batalha de Jarmuque.
- Sisenando, rei visigótico.
- Isidoro de Sevilha (provável).